# Celastrina sabatina
Celastrina sabatina är en fjärilsart som beskrevs av Hans Fruhstorfer 1910. Celastrina sabatina ingår i släktet Celastrina och familjen juvelvingar. Inga underarter finns listade i Catalogue of Life.